# 普拉纳特图卡拉
普拉纳特图卡拉（Puranattukara），是印度喀拉拉邦Thrissur县的一个城镇。总人口9595（2001年）。

## 人口
该地2001年总人口9595人，其中男性4561人，女性5034人；0—6岁人口958人，其中男466人，女492人；识字率84.86%，其中男性为86.45%，女性为83.41%。